# Žďár nad Sázavou - garáže
Žďár nad Sázavou - garáže este o arie protejată (arie specială de conservare — SAC, sit de importanță comunitară — SCI) din Republica Cehă întinsă pe o suprafață de 0,02 ha, integral pe uscat.

## Localizare
Centrul sitului Žďár nad Sázavou - garáže este situat la coordonatele 49°34′55″N 15°56′10″E / 49.581944°N 15.936111°E.

## Înființare
Situl Žďár nad Sázavou - garáže a fost declarat sit de importanță comunitară în aprilie 2005 pentru a proteja 1 specie de animale. Situl a fost protejat și ca arie specială de conservare în iulie 2012.

## Biodiversitate
Situată în ecoregiunea continentală, aria protejată nu include niciun habitat protejat.
La baza desemnării sitului se află o specie protejată de  mamifere: liliac cărămiziu (Myotis emarginatus).